# Morosz
A görög mitológiában Morosz /ˈmɔːrɒs/ vagy Morusz /ˈmɔːrəs/ (ógörögül: Μόρος, jelentése „végzet, sors”) az elkerülhetetlen végzet megszemélyesített szelleme, aki a halandókat halálos sorsuk felé vezeti. Azt is mondják, hogy Morosz adta az embereknek a képességet, hogy megérezzék saját halálukat. Római megfelelője Fatum volt.

## Család
Morosz Nüx, az éjszaka ősi istennőjének gyermeke. Római szerzők szerint Morosz apja Erebosz, a sötétség ősi istene lehetett. Azonban Hésziodosz Theogonia című művében az szerepel, hogy Nüx egyedül hozta világra Moroszt, akárcsak több más gyermekét.
Akár jelen van Morosz apja, akár nem, ez azt jelenti, hogy ő a Moirák, vagyis a Sorsistennők testvére. Más testvérei közé tartoznak Thanatosz és a Kérek, akik a halál szellemei, a halál fizikai aspektusait képviselik: a Kérek az erőszakos halált és a végzetes betegségeket hozzák el, míg Thanatosz a békésebb elmúlást testesíti meg.
Morosz tehát nemcsak a végzet szelleme, hanem egy nagyobb, sötét és fenséges család része, amely az emberi élet elkerülhetetlen aspektusait irányítja. Az ő szerepe hangsúlyozza a halandók életében a végzet elkerülhetetlenségét és a sors kikerülhetetlen hatalmát.

## Mitológia
A Láncra vert Prométheusz című műben a címszereplő titán azt állítja, hogy ő adta az embereknek Elpis szellemét, a remény megtestesülését, hogy segítsen nekik figyelmen kívül hagyni Morosz elkerülhetetlenségét. Moroszt továbbá úgy említik, mint „az elpusztító istent, aki még a Halál birodalmában sem engedi szabadon áldozatát,” ami tovább erősíti az elkerülhetetlen halál és szenvedés megtestesítőjeként való szerepét.
Morosz alakja az antik gondolkodásban az emberi lét törékenységét hangsúlyozza: még a remény (Elpis) is csak enyhítheti, de sohasem szüntetheti meg az elkerülhetetlen sors súlyát. Erősíti azt a gondolatot, hogy a végzet mindenki fölött hatalmat gyakorol.

### Aiszkhülosz ábrázolásában
Aiszkülosz egy töredékében így ír:
Egy ember nem hal meg az őt ért sok sebtől, hacsak életének vége nem találkozik a halállal; és nem kerülheti el kijelölt sorsát (peprômenon moros) az sem, aki otthon, tűzhelye mellett ül.
Ebben a részletben a "morosz" kifejezés nem megszemélyesített alakban jelenik meg, mégis tiszta képet ad a fogalomról, amely az emberi sors elkerülhetetlenségét jelképezi.

### Kereszténység
Moroszt, Thanatosszal együtt, a Jelenések könyvében a fakó lovon ülő lovasként azonosítják, aki a halál és a pusztulás elkerülhetetlenségét hordozza magával.